# Fréquences des courants industriels
Pour les articles homonymes, voir fréquence (homonymie).
 (janvier 2013).
Si vous disposez d'ouvrages ou d'articles de référence ou si vous connaissez des sites web de qualité traitant du thème abordé ici, merci de compléter l'article en donnant les références utiles à sa vérifiabilité et en les liant à la section « Notes et références ».
Les fréquences des courants industriels sont partagées par de larges portions de réseaux électriques interconnectés à courant alternatif, chaque fréquence est celle du courant électrique qui est transporté de l'unité de production jusqu'à l'utilisateur final. Dans la plus grande partie du monde, la fréquence est de 50 Hz (Europe, Asie, Afrique), contre 60 Hz en Amérique du Nord.
Sauf mention explicite du constructeur, la majeure partie des appareils fonctionnent en 50 Hz ou 60 Hz.
Les moteurs synchrones tournent 20 % plus vite en 60 Hz et certaines alimentations à découpage d’ancienne génération se mettent en sécurité (pas de démarrage). Les équipements résistifs (lampes à incandescence, chauffage, fours, plaques de cuisson, etc.) sont insensibles aux changements de fréquences.

Tensions et fréquences électriques dans le monde.

## Historique

### Facteurs d'utilisation
Plusieurs paramètres influencent le choix de la fréquence d'un système électrique fonctionnant avec un courant alternatif. L'éclairage, les moteurs, les transformateurs, les générateurs et les lignes de transport du courant ont tous des caractéristiques qui dépendent de la fréquence du courant qui les alimentent.
Les premières applications commerciales majeures de l'énergie électrique ont été l'éclairage à incandescence et les moteurs électriques à collecteurs. Ces deux applications fonctionnent bien avec des courants continus, mais ces derniers ne peuvent pas être facilement transportés sur de longues distances à la tension d'utilisation ; or cette tension ne peut pas être facilement modifiée.
En alternatif, les transformateurs peuvent abaisser la tension des courants alternatifs de la tension de transport (haute tension) jusqu'à la tension d'utilisation. Pour un niveau de puissance déterminé, les dimensions des transformateurs sont plus ou moins inversement proportionnelles à la fréquence. Une installation électrique comprenant des transformateurs serait beaucoup plus économique avec une fréquence élevée.
Si une lampe à incandescence est alimentée avec un courant ayant une fréquence faible, le filament refroidit à chaque demi cycle, modifiant de façon perceptible la luminosité de la lampe (clignotement). Cet effet est plus prononcé avec les lampes à arc, les dernières lampes à vapeur de mercure et les lampes fluorescentes.
Les moteurs à collecteurs, dit moteurs universels ne fonctionnent pas correctement avec des courants à haute fréquence car leur inductance s'oppose au courant d'alimentation. Bien qu'à l'heure actuelle les moteurs universels soient communs dans les applications domestiques, ils ne sont utilisés que dans des gammes de puissance faible (typiquement moins d'un kilowatt).
Lorsque les moteurs asynchrones (ou à induction) ont été inventés, il a été constaté qu'ils fonctionnaient mieux à des fréquences de 50 Hz à 60 Hz qu'à des fréquences plus élevées telles que 133 Hz (avec les matériaux disponibles au XIXe siècle).
Le transport du courant électrique est plus efficace à basse fréquence car les effets dus à la capacitance et à l'inductance de la ligne sont moindres.
Les générateurs tournent à une vitesse qui est sous-multiple de la fréquence :
{\displaystyle n=f/p}
avec :
{\displaystyle n} = vitesse en tours par seconde
{\displaystyle f} = fréquence du réseau
{\displaystyle p} = nombre de paires de pôles
Par suite, une vitesse de rotation standard limite le choix de la fréquence (et réciproquement).
Les générateurs motorisés par des moteurs lents produisent des fréquences plus basses, pour un nombre de pôles fixés, que ceux motorisé, par exemple, par une turbine à vapeur rapide. Pour des vitesses de rotation faibles, il serait plus coûteux de construire un générateur avec suffisamment de pôles pour produire un courant alternatif à haute fréquence. De plus, synchroniser deux générateurs à la même vitesse est plus facile lorsque leurs vitesses de rotation sont faibles.
Les générateurs peuvent seulement être connectés en parallèle s'ils produisent un courant de même fréquence, de même forme et de même phase. La standardisation de la fréquence dans une zone géographique, permet d'interconnecter les générateurs, améliorant la fiabilité et permettant des économies.
Les courants continus n'ont pas été complètement remplacés par les courants alternatifs et étaient utilisés dans les trains et les process électrochimiques. Avant l'invention des redresseurs à mercure, les redresseurs rotatifs étaient utilisés pour produire du courant continu à partir de courant alternatif. Comme les autres machines à collecteurs, ils fonctionnent mieux avec de basses fréquences.
Tous ces facteurs interagissent et font que le choix de la fréquence du courant est crucial. Le choix de la meilleure fréquence est un compromis entre des conditions contradictoires.

### Développement technologique
Les réseaux de production de courant alternatif très isolés utilisaient des fréquences arbitraires basées sur la conception de la machine à vapeur, de la turbine hydraulique ou du générateur électrique. Au XIXe siècle, les concepteurs ont choisi des fréquences relativement élevées pour les transformateurs et les lampes à arc, afin d'économiser sur la matière; mais choisissaient des fréquences plus basses pour le transport sur de longues distances, pour des moteurs et pour les convertisseurs rotatifs pour la production de courant continu. Des fréquences entre 162⁄3 Hz et 133 1⁄3Hz ont été utilisées par plusieurs systèmes de production. Par exemple, la ville de Coventry (Angleterre) avait un système de distribution monophasé de 87 Hz qui a été en fonctionnement jusqu'en 1906.
Une fois que les moteurs électriques sont devenus très courants, il a été important de standardiser la fréquence du réseau afin d'assurer la compatibilité avec l'équipement des clients. La standardisation sur une fréquence unique a, plus tard, aussi permis l'interconnexion des unités de production en réseaux générant des économies et apportant une sûreté de fonctionnement.
Bien que plusieurs théories et légendes existent, il existe quelques certitudes sur l'historique du 60 Hz vs 50 Hz. Tout d'abord, les fréquences très en dessous de 50 Hz génèrent des clignotements des lampes à arc ou à incandescence.
Peu avant 1892, Westinghouse aux États-Unis choisissait le 60 Hz, alors que AEG en Allemagne optait pour le 50 Hz en 1899, conduisant à un monde majoritairement coupé en deux.
Nikola Tesla aurait eu une très forte influence sur le choix de Westinghouse. L'utilisation du 60 Hz a permis d'utiliser les moteurs à induction à la même vitesse que celle des machines à vapeur standard, machines courantes au XIXe siècle. Toutefois, les premiers générateurs, construits par Westinghouse et installés sur les chutes du Niagara, produisaient du 25 Hz car la vitesse de la turbine avait déjà été choisie avant que la standardisation ait été définitivement fixée.
Westinghouse aurait sélectionné une fréquence relativement basse de 30 Hz pour les moteurs, mais les turbines pour le projet avaient déjà été commandées et étaient incompatibles pour un fonctionnement avec un générateur à 30 Hz. Les trois premières turbines avaient été conçues pour fonctionner avec une vitesse de 250 tr/min, ce qui conduisait à des fréquences possibles de 16 2⁄3, 25, 33 1⁄3 et 41 2⁄3Hz. La fréquence de 30 Hz n'étant pas possible, c'est 25 Hz qui fut choisi comme valeur de compromis.
Comme le projet des chutes du Niagara a eu une grande influence sur la conception des systèmes de puissance, le 25 Hz s’est imposé comme standard nord américain pour les courants alternatifs à basse fréquence. Une étude Westinghouse a conclu qu’un bon compromis entre l’éclairage, les moteurs et la problématique du transport du courant aurait été le 40 Hz. Bien que les fréquences autour de 40 Hz aient trouvé quelques applications commerciales, cette fréquence n’a jamais pris le dessus sur les fréquences déjà utilisées (25, 50 et 60 Hz).
Les commutateurs de fréquence utilisés pour convertir du 25 Hz en 60 Hz (et réciproquement) étaient difficiles à concevoir ; une machine fonctionnant à 60 Hz avec 24 pôles aurait tourné à la même vitesse qu’une machine fonctionnant à 25 Hz avec 10 pôles, rendant les machines volumineuses et chères. Un rapport de 60⁄30 aurait simplifié la conception, mais les installations à 25 Hz étaient trop largement implantées pour que ce concept soit économiquement viable.
Certains pensent que le choix d'AEG du 50 Hz aurait été fait pour avoir une valeur « ronde ». Cela a pu également avoir été une décision intentionnelle destinée à être incompatible avec les autres fréquences, bien qu'il faille relativiser (de multiples fréquences étaient employées, si bien qu’aucune n’émergeait vraiment). Une pléthore de fréquences a continué à coexister (en 1918, Londres avait 10 fréquences différentes). Ce n’est qu’après la Seconde Guerre mondiale, avec la diffusion des biens de consommation électriques, que des normes ont été établies.
D'autres fréquences qui étaient relativement communes dans la première moitié du XXe siècle, demeurent en service aujourd'hui dans des cas isolés, souvent attachés au système de 60 Hz par l'intermédiaire d'un commutateur réalisé par un convertisseur tournant ou un onduleur statique. En raison des coûts, la standardisation ne s’est pas faite immédiatement et quelques parties du réseau de distribution ont pu continuer à opérer avec des fréquences originales. Le 25 Hz a été employé en Ontario, au Québec, et dans le nord des États-Unis. Dans les années 1950, beaucoup d’équipements (des générateurs aux appareils électroménagers) fonctionnant à 25 Hz, ont été mis à la norme. Cependant, des générateurs de 25 Hz existent toujours dans les stations des chutes du Niagara et fournissent de la puissance aux grands clients industriels qui n'ont pas voulu remplacer l'équipement existant. De même, des moteurs à 25 Hz équipent quelques pompes à eau installées lors de la crue de La Nouvelle-Orléans .
Aux États-Unis, la compagnie d’électricité Southern California Edison, qui avait pour standard le 50 Hz, n’a basculé au 60 Hz qu’en 1948.
Fréquences électriques en usage en 1897 en Amérique du Nord
| Fréquence (Hz) | Description                                               |
| -------------- | --------------------------------------------------------- |
| 140            | Wood arc-lighting dynamo                                  |
| 133            | Stanley-Kelly Company                                     |
| 125            | General Electric single-phase                             |
| 66.7           | Stanley-Kelly company                                     |
| 62.5           | General Electric "monocyclic"                             |
| 60             | Many manufacturers, becoming "increasing common" in 1897  |
| 58.3           | General Electric Lachine Rapids                           |
| 40             | General Electric                                          |
| 33             | General Electric at Portland Oregon for rotary converters |
| 27             | Crocker-Wheeler for calcium carbide furnaces              |
| 25             | Westinghouse Niagara Falls 2-phase - for operating motors |

Au milieu du XXe siècle, les fréquences utilisées n’avaient pas été totalement standardisées aux valeurs actuelles (50 Hz et 60 Hz). En 1946, un manuel de référence pour la conception des équipements radio listait (encore) les fréquences électriques obsolètes !
Fréquences électriques en usage en 1946 (autres que le 50 et le 60 Hz)
| Fréquence (Hz) | Region |
| -------------- | --- |
| 25             | Canada (Sud Ontario), Panama (Zone du canal)(*), France, Allemagne, Suède, Royaume-Uni, Chine, Hawaii, Inde, Manchourie |
| 40             | Jamaïque, Belgique, Suisse, Royaume-Uni, Malaisie, Égypte, Australie (Est) (*)                                          |
| 42             | Tchécoslovaquie, Hongrie, Italie, Monaco(*), Portugal, Roumanie, Yougoslavie, Libye (Tripoli)                           |
| 43             | Argentine |
| 45             | Italie, Libye (Tripoli)                                                                                                 |
| 76             | Gibraltar(*) |
| 100            | Malte(*), Afrique de l’est britannique                                                                                  |

Dans les zones marquées avec le (*), la fréquence indiquée était la seule en service.

## Chemins de fer
D'autres fréquences sont utilisées pour les chemins de fer. L'Allemagne, l'Autriche et la Suisse utilisent du courant alternatif monophasé à 162⁄3 Hz pour la chaîne de puissance. La fréquence de 25 Hz était utilisée sur certaines lignes des chemins de fer autrichiens (Mariazeller Bahn) et quelques lignes dans les États de New York et de Pennsylvanie (Amtrak) aux États-Unis.
Les autres lignes de chemin de fer sont alimentées à des fréquences industrielles (50 Hz ou 60 Hz), et dans ce cas le courant destiné à la chaîne de traction est délivré directement via des lignes standards. Dans les pays utilisant le 162⁄3 Hz il est délivré soit par l'intermédiaire de convertisseurs de fréquences, soit par des unités de production dédiées.

## 400Hz
Du 400 Hz est utilisé dans les domaines aéronautique et aérospatial, dans la marine, dans des alimentations d'ordinateurs, dans des applications spéciales et dans des machines-outils portatives. En effet, les transformateurs et les moteurs conçus pour du 400 Hz sont beaucoup plus compacts et légers que ceux utilisant du 50  ou   60 Hz. Dans les aéronefs, une autre raison s'ajoute : La génération électrique est réalisée par le réacteur, une turbine à gaz, qui tourne très vite. Pour retrouver des fréquences de courant habituelle 50 ou 60 Hz, il faudrait ajouter des engrenages pour réduire encore plus la vitesse de rotation de la génératrice, ce qui alourdirait l'avion et nuirait à la fiabilité. 
Mais le courant à cette fréquence pose des problèmes de transport sur de longues distances, principalement à cause de l'effet de peau qui augmente les pertes en réduisant le diamètre effectif des conducteurs quand la fréquence augmente. C'est pourquoi la distribution de l'énergie électrique à 400 Hz reste limitée à ces applications spécifiques.

## Réseaux à fréquence variable
Les avions commerciaux récents, comme l'Airbus A380 ou A350, ou encore le Boeing 787 ont abandonné le réseau à fréquence fixe à 400 Hz pour des réseaux à fréquence variable. En effet, la régulation de la fréquence sur les alternateurs entraînés par les réacteurs de l'avion nécessitait un système de régulation de vitesse mécanique, donc complexe, coûteux et relativement peu fiable. Les alternateurs sont désormais en prise directe sur le moteur. Par exemple, sur l'A380, la fréquence du réseau peut varier de 360  à   800 Hz selon le régime des moteurs, chacun des réseaux de bord travaillant, relié aux génératrices de chaque réacteur, possède sa propre fréquence.

## Stabilité de la fréquence

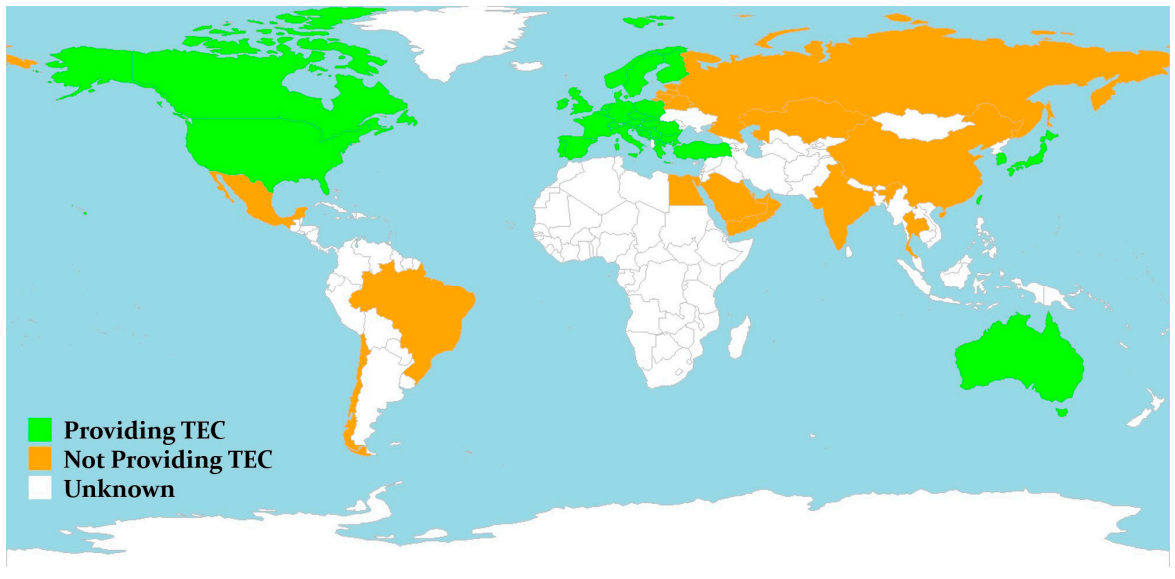
Disponibilité de la correction des erreurs de temps (TEC)

La fréquence des grands réseaux de distribution interconnectés est étroitement réglée afin que la fréquence moyenne soit toujours maintenue à la valeur nominale à quelque cent ppm  près. Ceci permet le fonctionnement d’horloges électriques simples basées sur des moteurs électriques synchrones. Mais la raison première du contrôle précis de la fréquence est de permettre le pilotage des générateurs couplés aux réseaux.
La fréquence varie lorsque la charge du réseau varie, ou alors lorsque des générateurs sont couplés ou découplés du réseau. Plus précisément, un surcroît de consommation non compensé par la production fait chuter la fréquence. Le nombre de générateurs couplés au réseau est donc en permanence ajusté de façon que la fréquence du réseau soit constante.
En cas de chute importante de la fréquence, due à une surcharge importante, deux solutions peuvent alors être engagées :
- si la surcharge vient de la perte d’unité de production (à la suite de la perte d’une interconnexion par exemple), des systèmes automatiques lancent alors le délestage de certaines portions du réseau ;
- si la surcharge ne vient pas du réseau ou des unités de production, mais uniquement d’une consommation accrue, des unités de production sont mises en service et connectées au réseau.

A contrario, si la consommation baisse, la fréquence va augmenter, il faut alors réduire la production.
La fréquence est donc le facteur de régulation des réseaux. Les fréquences industrielles (50 et 60 Hz) sont par suite pilotées dans un intervalle de tolérance de ± 0,5 Hz (pour réseaux à l’échelle nationale).
NB : En Angleterre, un site affiche en temps réel la fréquence du réseau de distribution. En Suisse, la même information, synchrone par rapport au continent, est également disponible sur Internet.

### Cas spécifique de l'orgue Hammond
La fréquence du réseau est la source des vibrations sonores de l'orgue Hammond. En partant de la fréquence de 60 Hz du réseau électrique américain, et en utilisant les roues phoniques, on multiplie la fréquence, pour arriver dans la gamme de fréquences audibles. La stabilité de cette fréquence de base fait qu'il n'y a pas d'accordage pour ce type d'orgue.

## Bruit audible et interférences
Les alimentations peuvent émettre un bourdonnement (que l'on nomme aussi ronflement à 50 Hz) à une fréquence multiple de celle du réseau auquel elles sont reliées. Ce bruit peut s'entendre sur certaines enceintes actives de mauvaise qualité.
Aux débuts de la télévision, les systèmes électroniques ne permettaient pas de filtrer parfaitement ce bruit dû à la fréquence du réseau, ce qui entraînait des distorsions de l'image (ondulations, battements, effets stroboscopiques des éclairages artificiels). Les normes de diffusion ont donc opté pour des multiples de la fréquence du réseau comme fréquence de synchronisation verticale de l'image. Cela explique les 25 images par seconde pour les standards européens et 30 images par seconde pour le standard américain. Depuis, les progrès de l'électronique permettent un filtrage efficace du bruit provenant du réseau.

### Sources
- (en) E.L. Owen, « The Origins of 60-Hz as a Power Frequency », Industry Applications Magazine, IEEE, vol. 3, no 6,‎ novembre-décembre 1997, p. 8, 10, 12-14
- (en) F.A. Furfari, « The Evolution of Power-Line Frequencies 133 1/3 to 25 Hz », Industry Applications Magazine, IEEE, vol. 6, no 5,‎ septembre-octobre 2000, p. 12-14 (ISSN 1077-2618)
- (en) D.B. Rushmore, « Frequency », AIEE Transactions, vol. 31,‎ 1912
- (en) Thomas J. Blalock, « Electrification of a Major Steel Mill - Part II Development of the 25 Hz System », Industry Applications Magazine, IEEE,‎ septembre-octobre 2005, p. 9-12 (ISSN 1077-2618)